# Poljot
Poljot (en ruso: Полёт, Poliot, que significa "vuelo"), es una firma relojera de Rusia, creadora de los relojes espaciales soviéticos, entre ellos el "Shtúrmanskie" (primer reloj en el espacio de la mano de Yuri Gagarin), y del "Strelá" (primer reloj que dio un paseo espacial de la mano de Alekséi Leónov). Dado que Poljot realizaba sus propios mecanismos, era una manufactura relojera.

## Orígenes

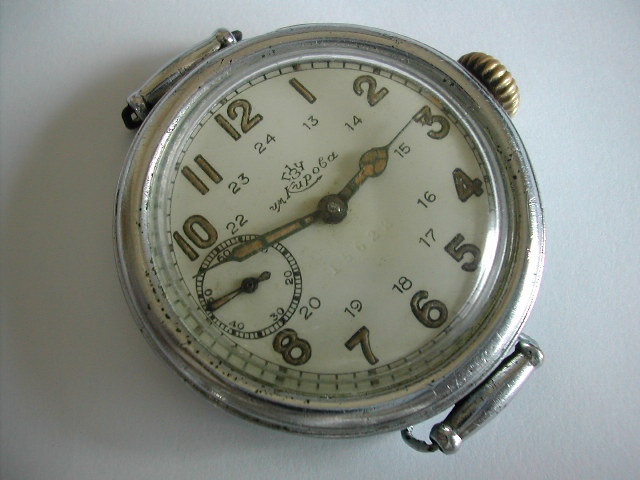
Reloj FSWF de los años 1930 con el movimiento Dueber-Hampden

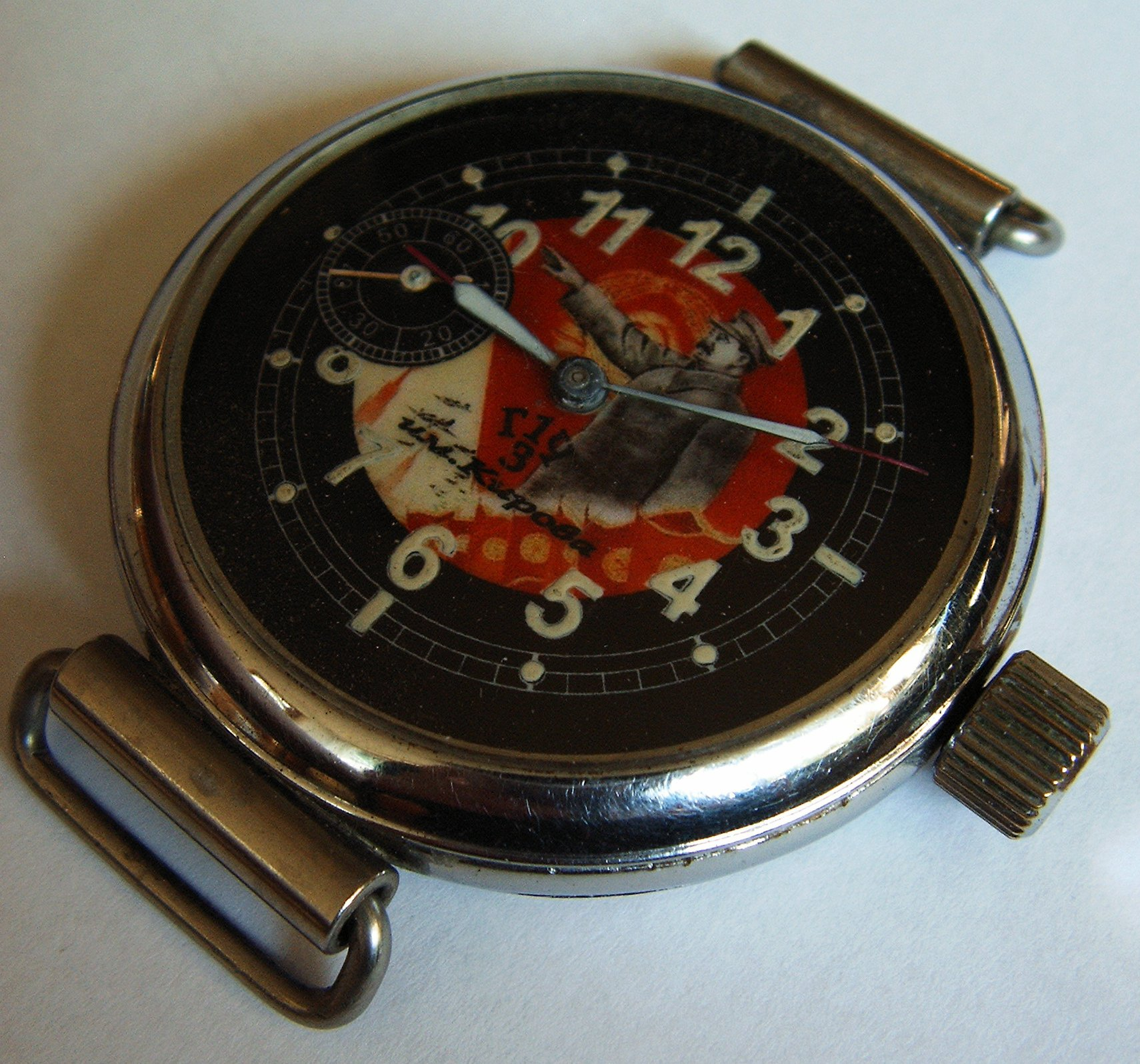
Reloj de la Kírov First State Watch Factory, Moscú, de los años 1930. Esfera con el retrato de Stalin.

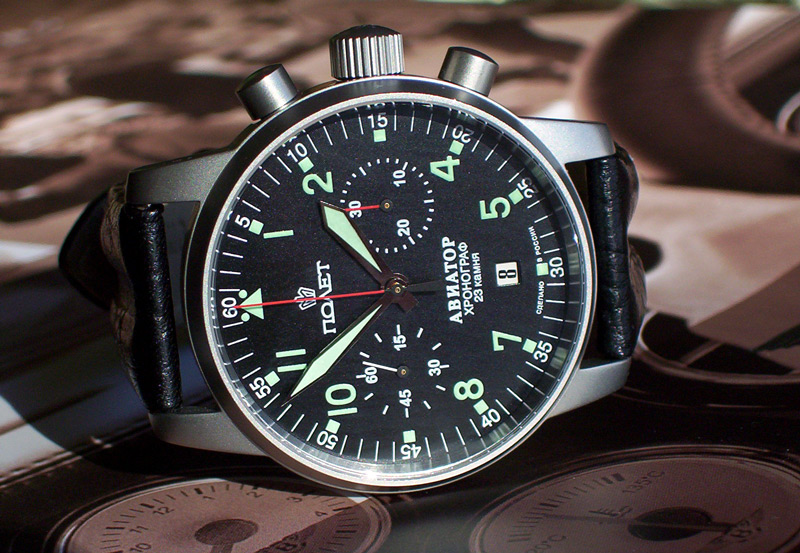
Poljot Aviátor calibre 3133 cronógrafo

Fundada en 1930 por orden de Stalin en el marco del Primer Plan Quinquenal de la Unión Soviética, la Primera Fábrica de Relojes del Estado, (Первый Государственный Часовой Завод - 1ГЧЗ), tal como su nombre indica, se convirtió en la primera fábrica rusa de relojes y de movimientos. El gobierno soviético compró dos fábricas estadounidenses quebradas de relojería, la Ansonia Clock Company de Brooklyn, Nueva York, y la Dueber-Hampden Watch Company de Canton (Ohio) y contrató a algunos de sus antiguos operarios para formar a los trabajadores rusos. Curiosamente, los primeros relojes, que están muy buscados por los coleccionistas, seguían marcados como "Dueber-Hampden, Canton, Ohio, USA". La compañía fue rebautizada como "PFRE-Kírova (1ГЧЗ им. КИРОВА)" en 1935 tras el asesinato del dirigente Serguéi Kírov.
Durante la Segunda Guerra Mundial, las fábricas fueron evacuadas a Zlatoust y a la ciudad tártara de Chístopol ante el avance alemán. Cuando se logró expulsar al ejército germano, la fábrica volvió a Moscú, adoptando el nombre de "Primera fábrica de relojes de Moscú" (Первый Московский Часовой Завод - 1МЧЗ). La fábrica de Chístopol continuó haciendo relojes para el ejército, siendo conocida más tarde como Vostok, y estando aún hoy en activo.
Al final de la Segunda Guerra Mundial, los soviéticos se quedaron como reparación de guerra con algunos de los exquisitos relojes, movimientos y fábricas de Glashütte (Sajonia) en Alemania. Un cronógrafo alemán de la firma Tutima fue rebautizado como "Kírova" y adoptado por el ejército soviético. En 1959, la firma comienza a exportar sus relojes, vendiéndolos bajo la marca del distribuidor británico Sekonda.

## Poljot en el espacio

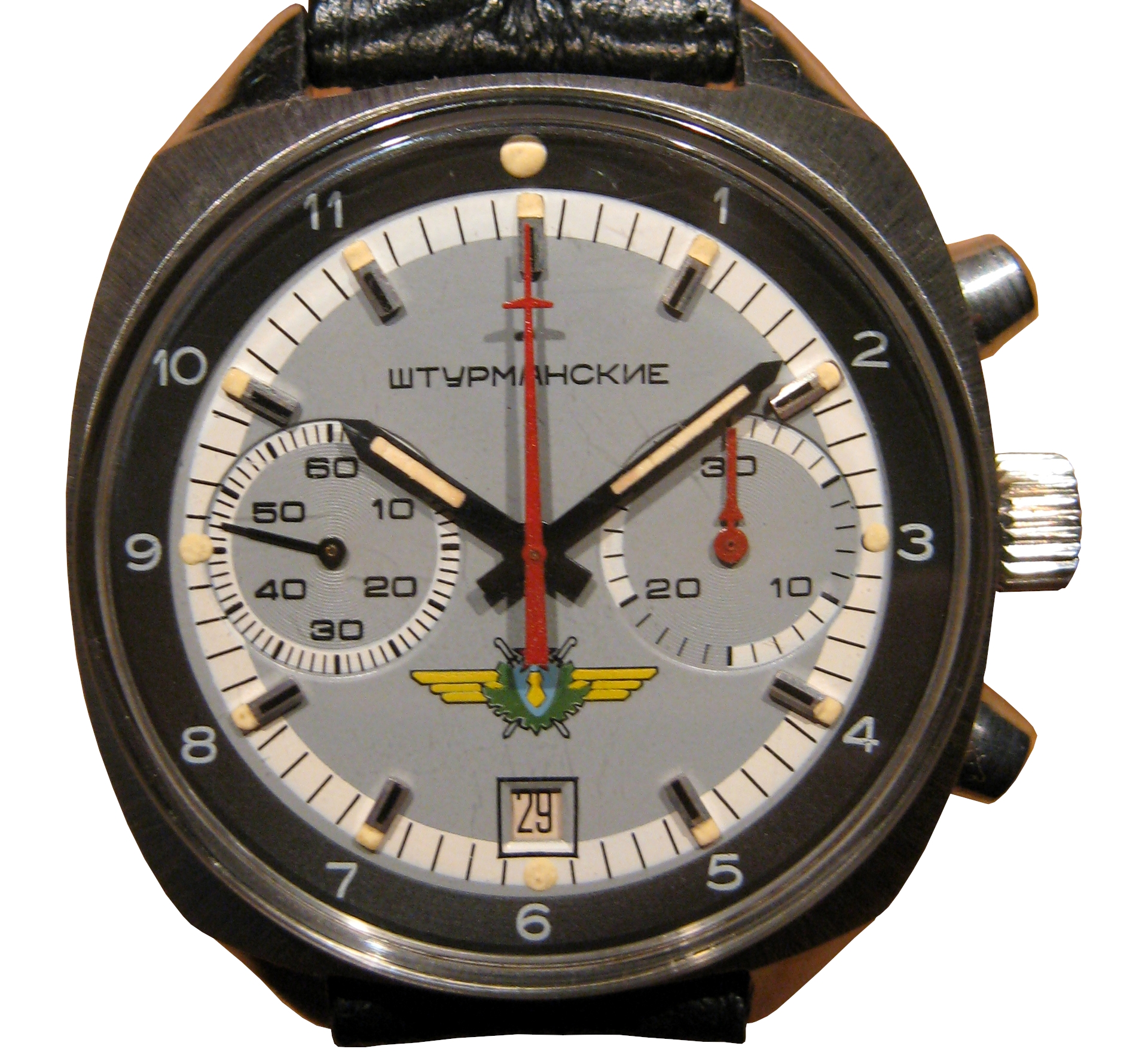
Poljot "Shtúrmanskie".

En 1952 sale el Shtúrmanskie (Штурманские o del segundo piloto, en ruso shturman) para los pilotos aéreos militares. Y aunque no fue pensado originariamente para ese fin, Yuri Gagarin voló con él al espacio, convirtiéndolo en el primer reloj espacial. Tras el vuelo, la fábrica se rebautizaría como Poljot (vuelo).
Alekséi Leónov daría en 1965 el primer paseo espacial o EVA de la historia con un Strelá (СТРЕЛА, "flecha"), cronógrafo aparecido en 1959, que sería adoptado durante la siguiente década y media en vuelos espaciales y que haría que el reloj ganara una fama de equivalente ruso al Speedmaster de Omega (relojería).
A mediados de los '70, Poljot adquiere a la compañía suiza Valjoux su mecanismo cronográfico mecánico 7734, que mejora mínimamente añadiéndole 6 rubíes y subiendo su frecuencia para formar el mecanismo Poljot 3133. Ese mecanismo sigue en producción aún hoy y equiparía entre otros modelos al Strelá y a otro cronógrafo usado en el espacio, el Océano (Okeán u OKEAH en ruso), que fue desarrollado para la marina de guerra soviética. Un cronógrafo con Poljot 3133, de la mano del cosmonauta V.V. Polyakov, tiene el récord de vuelo espacial más largo.
A finales de los '80, crea el modelo Burán, llamado como el trasbordador espacial soviético (Буран, «tormenta de nieve» o «ventisca»). A primeros de los '90 cesa su colaboración con el distribuidor británico Sekonda, que comercializaba en Occidente sus relojes. A partir de entonces, los Sekonda, relojes muy populares en el Reino Unido, serían relojes asiáticos, sin conexión con Poljot. Y en los últimos años, Poljot ha realizado numerosas reediciones de sus más conocidos modelos, como el Kírova, Shtúrmanskie, Strelá u Okeán.

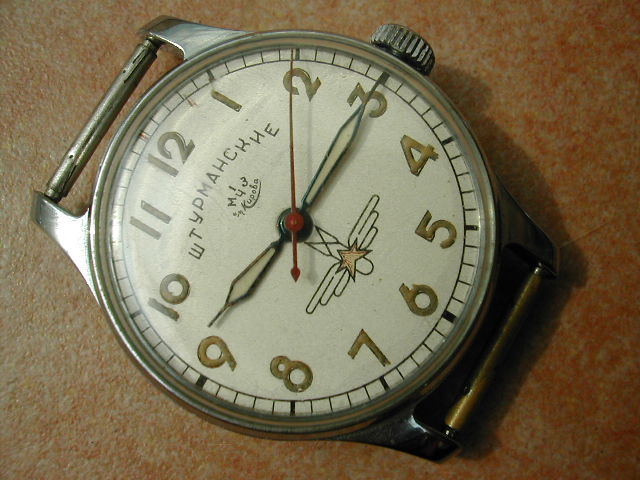
Shtúrmanskie
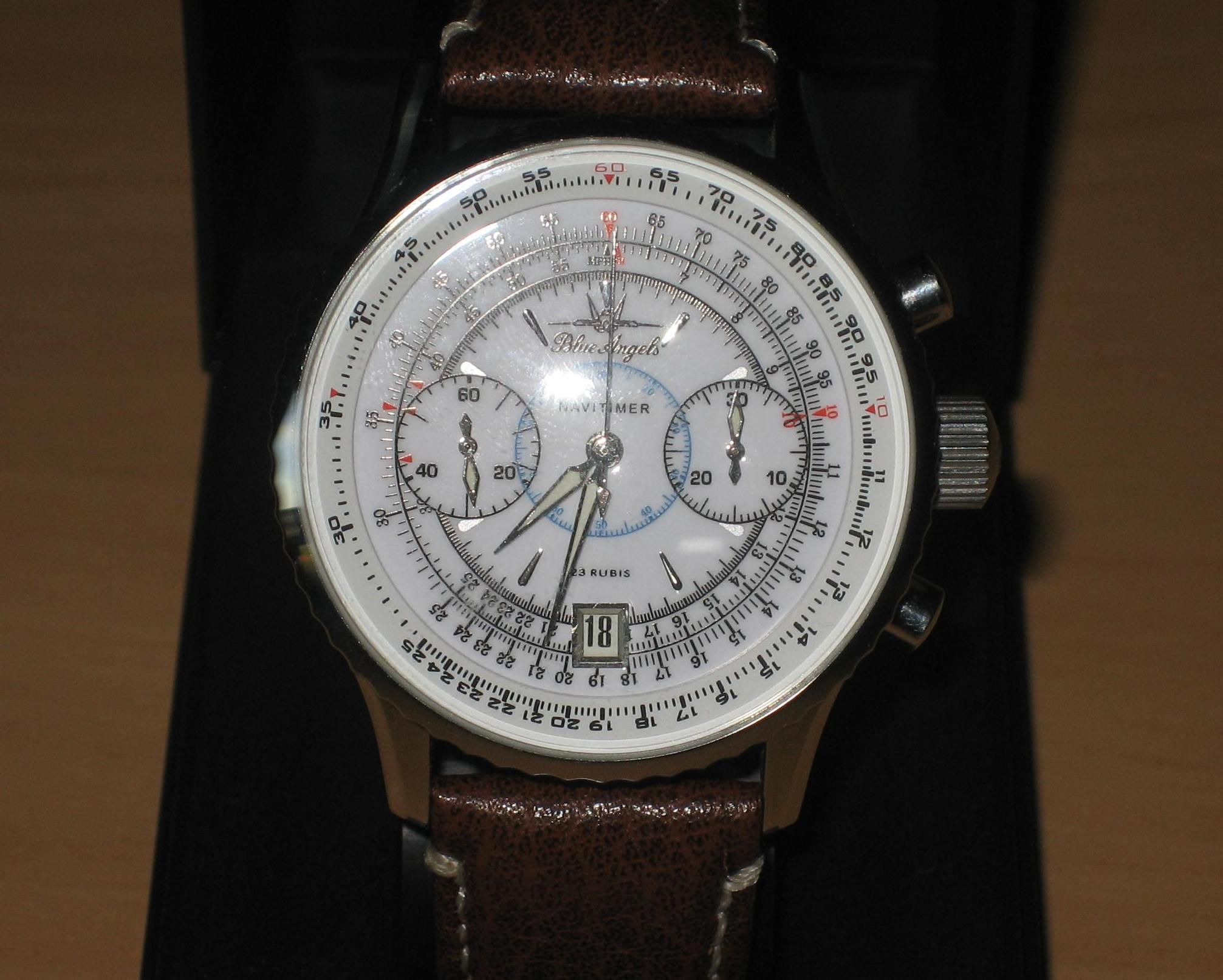
Cronógrafo Poljot "Blue Angels", calibre 3133
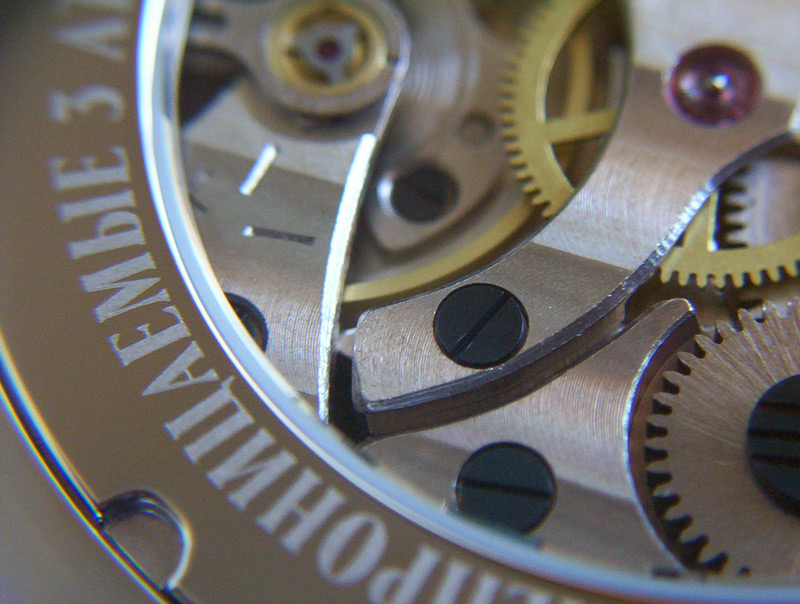
Mecanismo Poljot

## Volmax y el desmembramiento de Poljot
Hoy en día, los relojes con el nombre Poljot no están en producción y son difíciles de encontrar, incluso en Rusia. Hay relojes Poljot que todavía comercializan algunos distribuidores, pero son de partidas antiguas de las que quedan pocas unidades y que próximamente finalizarán. La histórica firma como tal ya no existe, y se ha disgregado en varias firmas.
La principal sería Volmax, antiguo distribuidor en Suiza de la compañía, y podría decirse que su sucesora, ya que tiene su sede donde estaba la de Poljot, se ha hecho cargo de sus fábricas y trabajadores, sigue con el catálogo relojero, y tiene como marcas Aviátor, Shtúrmanskie y Burán, antiguos modelos de Poljot; y los modelos Strelá y Okeán, los más representativos de la antigua firma, los produce bajo la marca Shtúrmanskie. Sin embargo, Volmax no tiene los derechos del nombre Poljot, que fueron adquiridos por Serguéi Pugachov, un conocido millonario ruso. Los movimientos cronográficos, aunque todavía sigan siendo conocidos como Poljot, fueron vendidos a otra firma rusa, MakTime, quien los produce ahora, mientras que los no cronográficos pasaron a Vostok, su antigua principal competidora. Y otras firmas que no tienen nada que ver con la Poljot original también reclaman el nombre, como Poljot Élite, fabricante de los relojes "Presidente de Rusia" o Golden Poljot.